# Kurubarahalli, Bangarapet
Kurubarahalli là một làng thuộc tehsil Bangarapet, huyện Kolar, bang Karnataka, Ấn Độ.